# Meriola avalosi
Espèce
Meriola avalosi est une espèce d'araignées aranéomorphes de la famille des Trachelidae.

## Distribution
Cette espèce est endémique d'Argentine. Elle se rencontre dans les provinces de Santa Fe, de Corrientes et de Formosa.

## Description
La carapace de la femelle holotype mesure 1,50 mm de long sur 1,23 mm et l'abdomen 2,13 mm.

## Étymologie
Cette espèce est nommée en l'honneur de Gilberto Ávalos.

## Publication originale
- González Márquez, Grismado & Ramírez, 2021 : « A taxonomic revision of the spider genus Meriola Banks (Araneae: Trachelidae). » Zootaxa, no 4936(1), p. 1-113.